# Surf en Indonésie
Avec plus de 13 000 îles et une mer chaude toute l'année, la pratique du surf en Indonésie est particulièrement populaire.

## Histoire du surf en Indonésie
Le premier surfer en Indonésie fut l'Americain Bob Koke à Kuta, Bali au milieu des années 1930. 
Selon le journaliste Michael Robinson Chavez du Washington Post, à la suite des séisme et tsunami de 2004 dans l'océan Indien, les courants ont changé et les vagues parfaites découvertes les décennies précédentes ont disparu. 

## Spots de surf en Indonésie
L'Indonésie est considérée comme un paradis de surfer avec ses nombreuses îles et leurs spots de classe mondiale en eau chaude, sans compter ceux qui restent à explorer (17.000 îles au total).

### Bali
Le spot le plus connu de Bali est Uluwatu. Il est révélé en 1971 dans le documentaire de surf Morning of the Earth. Le spot offre 5 breaks, dont le plus connu baptisé Bombie.

### Java

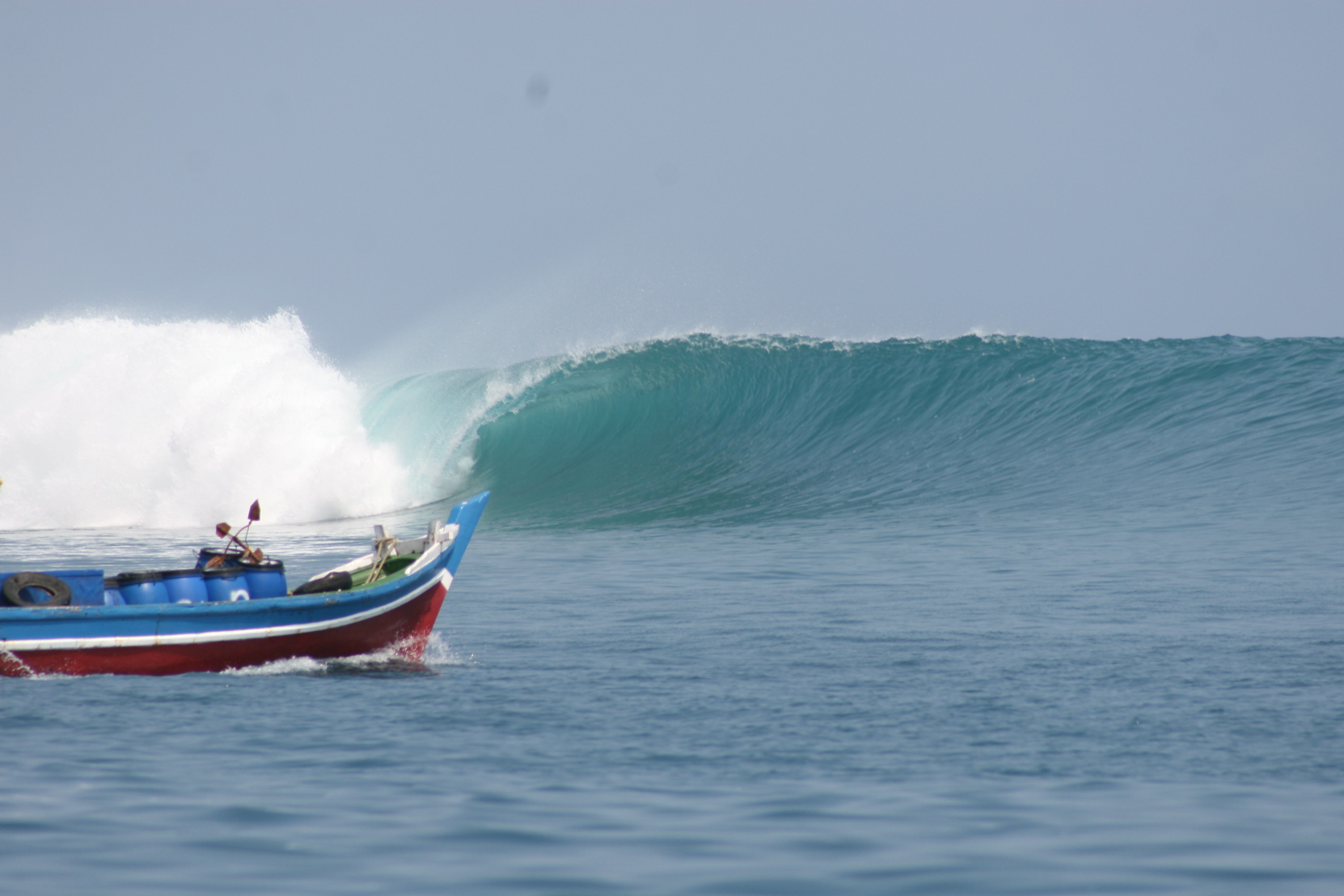
Panaitan, Banten
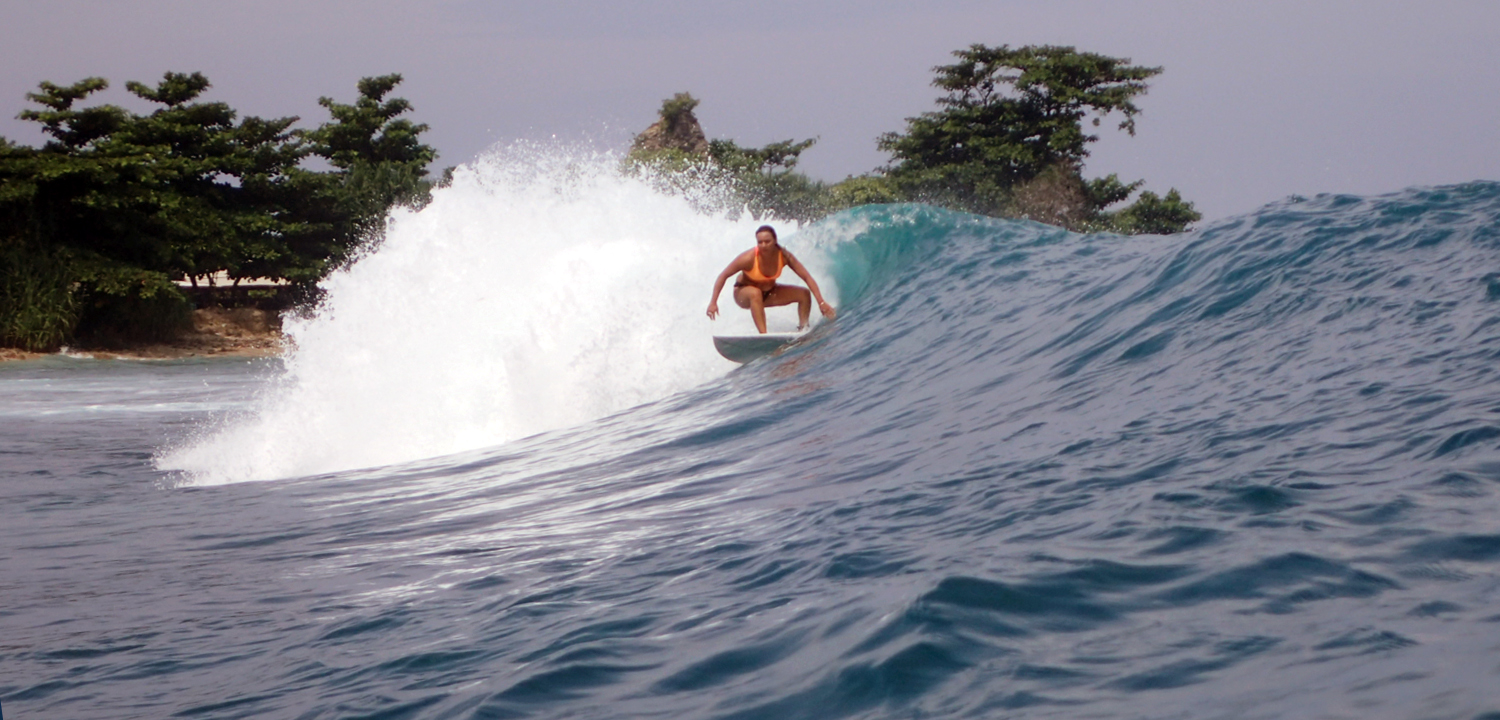
Sawarna, Banten
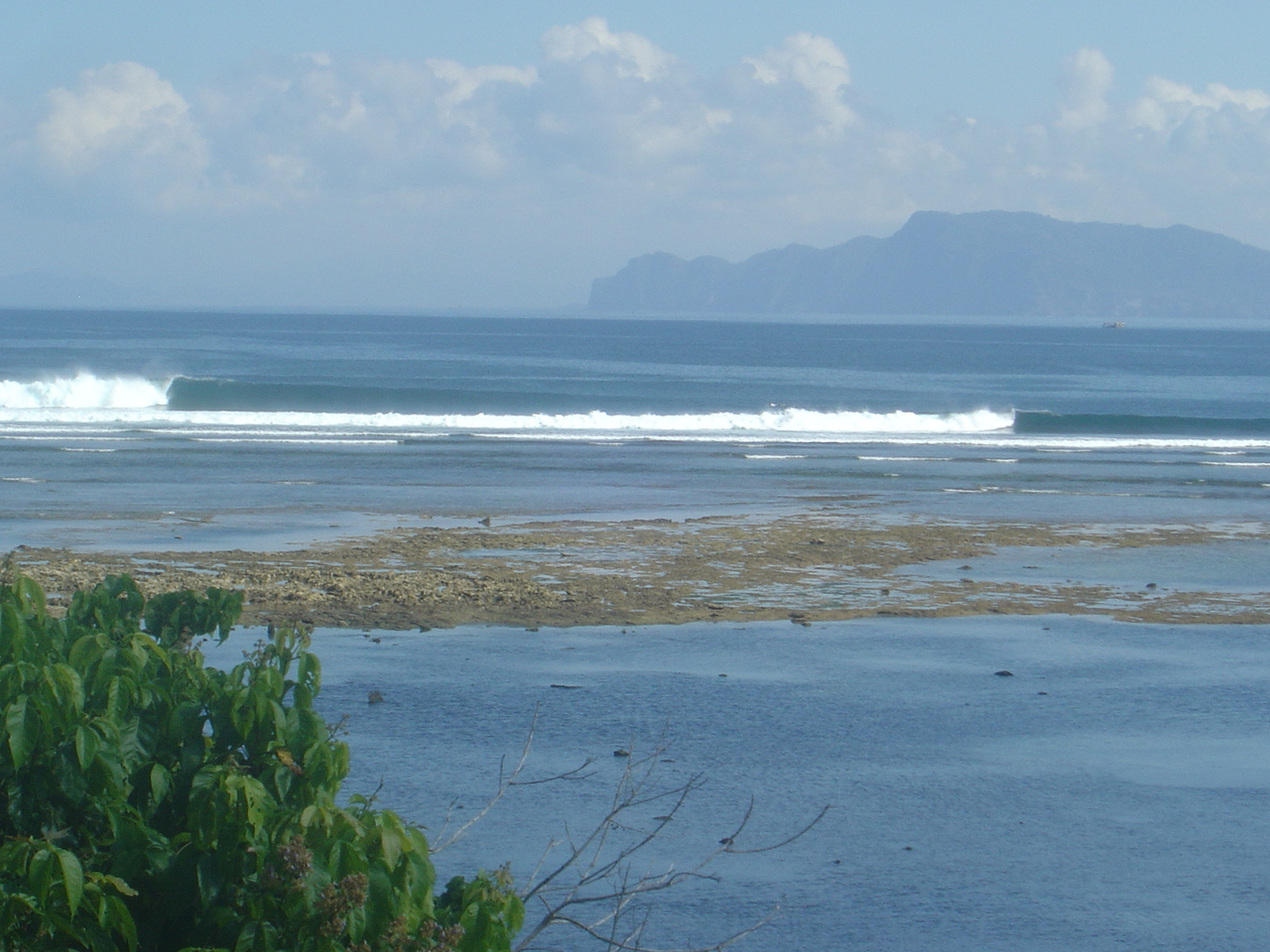
G-land, Java oriental
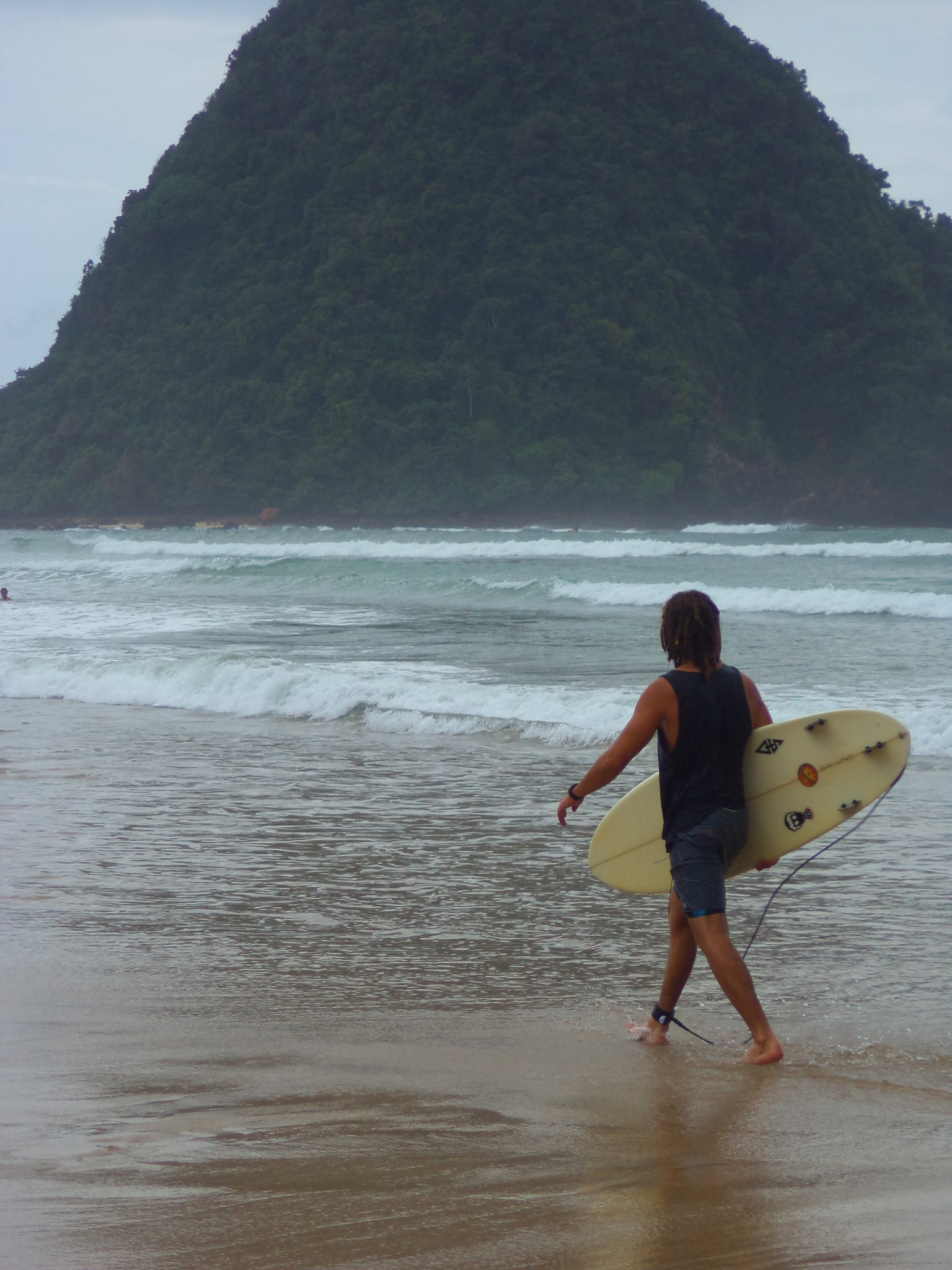
Pulo Merah ("Red Island"), Java oriental

### Lesîles Mentawai
En 1991, le surfeur australien Lance Knight découvre la vague parfaite sur l'île de Sipura. Le lieu devient rapidement prisé des surfeurs pour ses conditions climatiques et la difficulté que constitue le voyage jusqu'à ces îles reculées. En 2015, une vague de développement immobilier transforme définitivement la région. Des navettes rapides assurent le lien entre les îles. Des bungalows quatre étoiles avec wifi et air conditionné ont redéfini les littoraux. Selon les statistiques, le nombre de touristes sur les îles Mentawai est passé de 4.120 en 2011 à 12.323 en 2018. Depuis 2016, les surfeurs doivent s'acquitter d'une « surf tax » pour avoir le droit de surfer dans les eaux des îles. Une piste d’atterrissage est en construction sur l'île de Sipura.
En 2023, le surfeur professionnel hawaïen Mikala Jones trouve la mort dans les vagues des îles Mentawai.

### Nias
Dans les années 1970, deux surfers australiens (Kevin Lovett et John Giesel) trouvent la vague parfaite sur l'île de Nias, provoquant une ruée de surfers internationaux dans la région. La marque Coca-Cola vient même y tourner une publicité, une invasion éclaire qui fut destructrice pour l'écosystème et ses populations indigènes. Cet épisode sombre de l'histoire du surf  est décrite comme une forme de « colonialisme par le surf » dans le documentaire Point of Change (2023) qui revient dessus,.

### Sumbawa
En 1988, Claude Graves découvre une vague exceptionnelle à la pointe de l'île de Sumba, à 60km de Sumbaza. Il achète le terrain (où il fera construire le Nihiwatu/Nihi Sumba resort) et fait venir le cinéaste de surf Jack McCoy qui vient y capturer des plans pour son film The Green Iguana (1992), contribuant à la popularité des lieux dans la cluture surf.

## Importance du surf pour letourisme en Indonésie
L'Indonésie est une destination touristique populaire en raison de ses mers chaudes et son climat, sa culture, sa nature, ses paysages.
Le tourisme est le deuxième employeur d'Indonésie. 3 % du PIB du pays en provient, soit 4,5 milliards de dollars.